# Ejido General Leandro Valle
Ejido General Leandro Valle är en ort i Mexiko.   Den ligger i kommunen Ensenada och delstaten Baja California, i den nordvästra delen av landet, 2 100 km nordväst om huvudstaden Mexico City. Ejido General Leandro Valle ligger 20 meter över havet och antalet invånare är 1 174.
Terrängen runt Ejido General Leandro Valle är platt åt sydväst, men åt nordost är den kuperad. Runt Ejido General Leandro Valle är det glesbefolkat, med 8 invånare per kvadratkilometer. Närmaste större samhälle är San Quintín, 7,1 km söder om Ejido General Leandro Valle. Omgivningarna runt Ejido General Leandro Valle är i huvudsak ett öppet busklandskap.